# Tjumencevskij rajon
Il Tjumencevskij rajon (in russo Тюменцевский район?) è un rajon del kraj dell'Altaj, nella Russia asiatica.